# Amira Willighagen
Amira Willighagen (Nijmegen, 2004. március 27. –) holland szoprán énekesnő. A Holland’s Got Talent műsorában tűnt fel. Népszerűségét és ismertségét növelte, hogy André Rieu koncertjén is fellépett nagy közönségsikert aratva.

## Élete
Holland apa és dél-afrikai anya gyermekeként született, így hollandul és afrikaans nyelven is beszél. Hétéves korában hallotta a Nessun Dorma áriát Luciano Pavarotti előadásában. Abban az időszakban figyelte családtagjait, amint különféle hangszereken játszanak. Mivel ő nem tudott hangszeren játszani, így énekelni próbált. Kezdetben YouTube-os útmutatók segítségével tanult áriát énekelni. Még az anyja is meglepődött, amikor hallotta lányát énekelni. Első nyilvános fellépése 2012-ben volt. Először egy fesztiválon tűnt fel, majd az Emmaus gyerekkórussal énekelte a Nella Fantasia című dal holland változatát. Ezután a Holland’s Got Talent című műsorban tűnt fel, ahol nagy sikert aratott.

## Diszkográfia
- Amira (2014)
- Merry Christmas (2015)
- With all my heart (2018)